# Ньюджент, Тед
Теодо́р Э́нтони «Тед» Ньюдже́нт (англ. Theodore Anthony "Ted" Nugent; род. 13 декабря 1948[…], Детройт, Мичиган) — американский гитарист, вокалист, автор песен, продюсер.

## Биография
Увлёкшись рок-н-роллом, уже с семи лет Тед начал играть на гитаре. С 1960 года он выступал с любительскими группами The Royal High Boys и The Lourdes, пока его семья 1964 года не переехала в Чикаго. Там 1966 года Ньюджент собрал группу The Amboy Dukes, которая, начиная как типичная гаражная рок-группа, со временем превратилась в важный местный хард-роковый коллектив.
В 1967—1973 годах группа с различным составами записала четыре альбома, после чего сменила название на Ted Nugent & The Amboy Dukes. С этим названием группа подписала контракт с Discreet, принадлежавшей Фрэнку Заппе, где записала два очередных альбома: Call of the Wild и Tooth, Fang & Claw, которые однако не пользовались большим успехом.
В 1975 году гитарист распустил группу, и заключив контракт с Epic, начал сольную карьеру. С помощью гитариста Дерека Сент Холмза, бас-гитариста Роба Гранджа и барабанщика Клиффа Дэйвиса, Ньюджент записал в 1975 лонгплэй Ted Nugent, который попал в американский Тор 30 и быстро стал золотой пластинкой. Очередной альбом Free-for-All, в записи которого принял участие Meat Loaf, снова предлагал энергичный рок, известный из предыдущих работ музыканта. Лонгплей купили более миллиона человек, и он стал первым в карьере Ньюджента платиновым диском. Подобное произошло и с вышедшим в 1977 году альбомом Cat Scratch Fever, причём, заглавная баллада из него стала лучшим хит-синглом артиста.
Однако, в первую очередь Ньюджент удивлял всех своими концертными выступлениями. На сцене он создавал имидж «дикаря». Артист появлялся на сцене в набедренной повязке, размахивая луком и стрелами, с помощью которых, как он утверждал, добывал еду семье. Агрессию выступлений Ньюджента хорошо передавал двойной концертный альбом 1978 года Double Live Gonzo, в который вошли наиболее характерные произведения музыканта. Во время записанного и изданного в конце того же года лонгплея Weekend Warriors — четвёртой, но последней платиновой пластинки — Сент Холмза и Гранджа заменили Чарли Хан — гитара и Джон Сотер — бас. Этим составом был записан альбом State of Shock, который едва достиг золотого статуса, однако в Европе он продавался лучше. Подобное случилось и с альбомом 1980 года Scream Dream.
В 1981 году Ньюджент отправился в мировое турне с новыми музыкантами: Майком Гарднером — бас; Марком Герхардтом — ударные; Куртом — гитара; Риком — гитара и Берном Вейгонером (Verne Wagoner) — гитара, составлявших группу DCHawks.
В следующем году Ньюджент заключил новый контракт, на этот раз с фирмой Atlantic Records и снова сменил аккомпанирующую группу, в которой снова появился Дерек Сент Холмз, а также Дэйв Кисвини — ударные и экс-Vanilla Fudge и The Cactus — Кармайн Аппис — ударные. Однако далее в своём творчестве Ньюджент не хотел, или же не мог изменить формулу, которая хорошо служила ему в 1970-х годах. В очередные три сольных пластинки было привнесено немного нового, а сам артист оставался популярным в основном благодаря выступлениям на телевидении и различных торжествах.
В 1989 году Ньюджент объединил свои усилия вместе с бывшим вокалистом и гитаристом Styx Томми Шоу, экс-Night Ranger Джеком Блэйдсом — бас а также Майклом Картеллоном (Michael Cartellone) — ударные, создав супергруппу Damn Yankees, получившую большой коммерческий успех.
В 1991 году гитарист вместе с женой создал журнал для охотников «Ted Nugent World Bowhunters Magazine», а также магазин для рыболовов и охотников. Кроме этого Ньюджент написал книгу Blood Trails, в которой остро полемизировал с активистами и организациями, которые стояли на защите животных.
В 1995 году артист вернулся на музыкальный рынок с альбомом Spirit of the Wild.
21 апреля 2010 года Ньюджент объявил о новом турне Trample the weak, hurdle the dead.

## Личная жизнь
Ньюджент — фанат хоккейного клуба «Детройт Ред Уингз», баскетбольного клуба «Детройт Пистонс», футбольного клуба «Детройт Лайонс», а также бейсбольного клуба «Детройт Тайгерс».
Тед страдает потерей слуха. Об ухудшении слуха он впервые сказал в интервью в 2007 году.

### Обвинения в отношениях с несовершеннолетними девушками
Две девушки обвинили Теда в сексуальных отношениях с ними на момент, когда им было меньше 18 лет. В 1978 году он начал отношения с семнадцатилетней уроженкой Гавайев — Пеле Массой. В то время возраст сексуального согласия на Гавайях составлял 16 лет, однако они не могли вступать в брак из-за разницы в возрасте. Чтобы обойти это, Тед просил родителей Пеле подписать документы, чтобы сделать себя её законным опекуном. Кортни Лав также утверждает, что имела сексуальную связь с Тедом, когда ей было 12 лет.
В подкасте The Joe Rogan Experience, Ньюджент отрицал, что он когда либо был в романтических отношениях с несовершеннолетними девочками, за исключением, когда он был несовершеннолетним сам. Это идет вразрез с тем, что Тед говорил ранее в документальном телесериале «По ту сторону музыки», где он признался в нескольких связях с несовершеннолетними девушками.

## Участники бэк-группы
Текущие участники
- Тед Ньюджент — соло-гитара, вокал

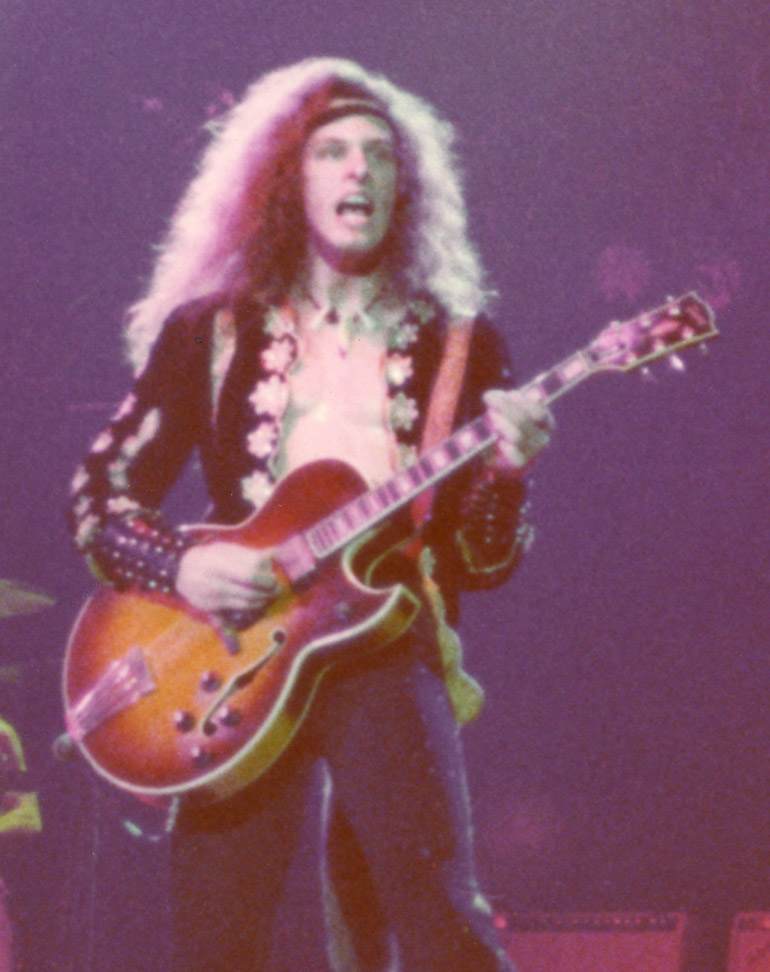

- Грег Смит — бас, бэк-вокал (2007—н.в)
- Джейсон Хартлесс — ударные (2016—н.в)

Бывшие участники
- Роб Грейндж — бас (1975—1978)
- Дерек Сент-Холмс — вокал, ритм-гитара (1975—1976, 1976—1978, 1982, 1993—1995, 2011—2016)
- Клифф Дэвис — ударные (1975—1981)
- Мит Лоуф — вокал (1976)
- Чарли Ханн — вокал, ритм-гитара (1978—1982)
- Кармайн Аппис — ударные (1982—1983)
- Брайан Хоу — вокал (1984—1985)
- Дэйв Амато — вокал, ритм-гитара (1985—1988)
- Чак Райт — бас (1987—1988)
- Рики Филлипс — бас (1986—1987)
- Марко Мендоса — бас (1998—2002)
- Томми Олдридж — ударные (1997—2002)
- Томми Клафетос — ударные (2002—2005, 2007)
- Барри Спаркс — бас (2003—2007)
- Мик Браун — ударные, бэк-вокал (2005—2016)
- Джек Блэйдс — бас, бэк-вокал (2007)
- Джонатан Куц — ударные (2014)
- Джонни Баданжек — ударные (2014)

## Дискография

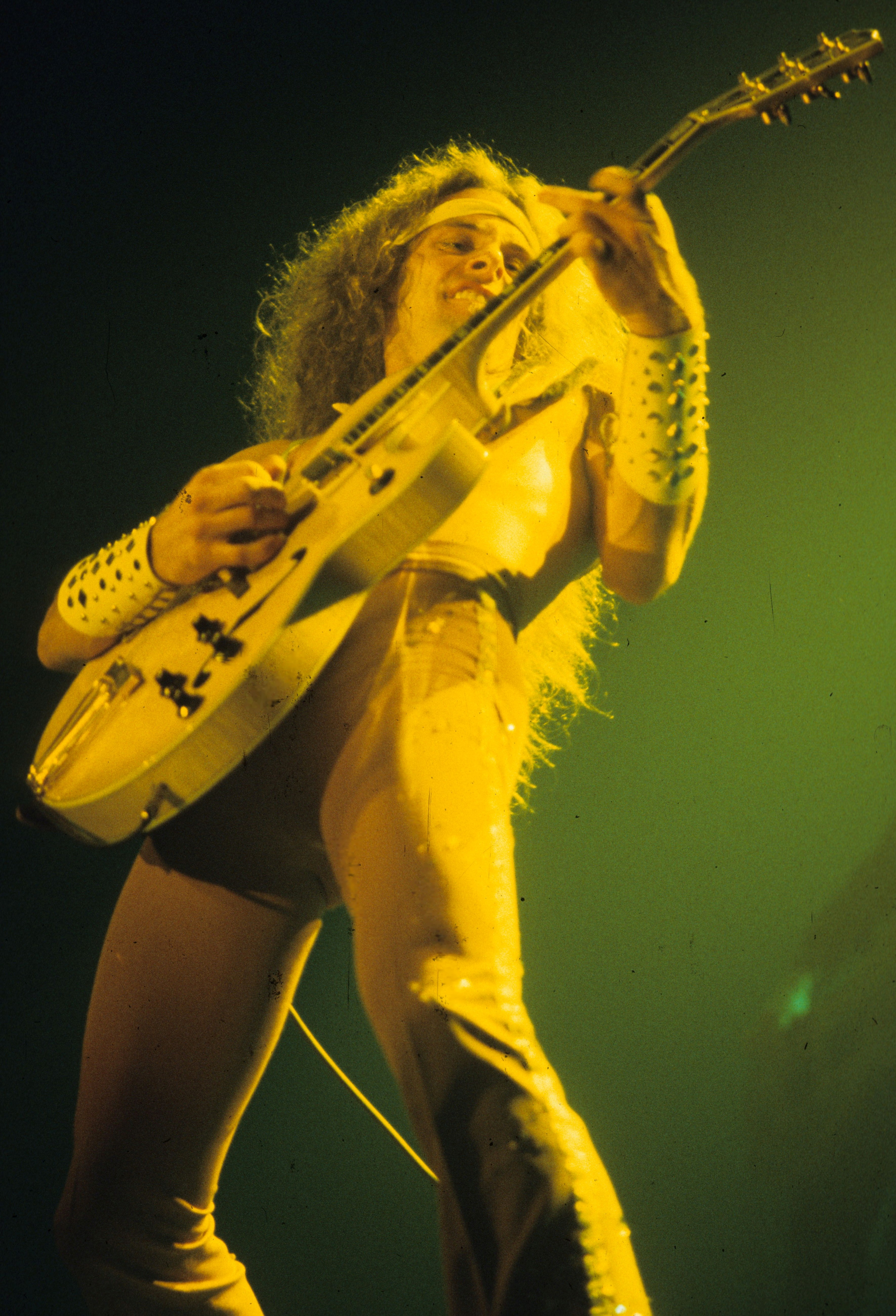

### Amboy Dukes
- The Amboy Dukes (1967)
- Journey to the Center of the Mind (1968)
- Migration (1969)
- Marriage on the Rocks (1970, под названием «Ted Nugent & The Amboy Dukes»)
- Survival of the Fittest (1970) in Detroit 31.07.+01.08.
- Call of the Wild (1973)
- Tooth, Fang & Claw (1975)

### Damn Yankees
- Damn Yankees (1990)
- Don’t Tread (1992)

### Сольные альбомы
- Ted Nugent (1975)
- Free-for-All (1976)
- Cat Scratch Fever (1977)
- Double Live Gonzo (Live, 1978)
- Weekend Warriors (1978)
- State of Shock (1979)
- Scream Dream (1980)
- Intensities in 10 Cities (Live, 1981)
- Nugent (1982)
- Penetrator (1984)
- Little Miss Dangerous (1986)
- If You Can’t Lick ’Em… Lick ’Em (1988)
- Spirit of the Wild (1995)
- Live at Hammersmith ’79 (1997)
- Full Bluntal Nugity (Live, 2001)
- Craveman (2002)
- Sweden Rocks (Live, 2006)
- Love Grenade (2007)
- Shutup&Jam! (2014)
- The Music Made Me Do It (2018)

### Сборники
- Great White Buffalo — Guitar Heroes Vol. 2 (1967—1997)
- The Ultimate Ted Nugent (2002)
- Hunt Music (2003)